# 15-та повітряна армія (США)
15-та повітряна армія (США) (англ. Fifteenth Air Force) (на сучасний період 15-те командування Експедиційних військово-транспортних сил ВПС США (англ. 15th Expeditionary Mobility Task Force) (ACC) — повітряна армія в складі ВПС США. Штаб-квартира розташована на авіабазі Шоу. Її було відновлено 20 серпня 2020 року шляхом об'єднання попередніх підрозділів 9 і 12 повітряних армій США у новий нумерований авіакорпус, відповідальний за формування і представлення звичайних сил Командування повітряних бойових дій.
15-та повітряна армія була створена 1 листопада 1943 року як бойовий авіаційний корпус Військово-повітряних сил армії США, розгорнутий у Європейському театрі бойових дій Другої світової війни. Він здійснював бомбардування Європи з баз на півдні Італії та брав участь у повітряних боях проти ворожих літаків.
Під час Холодної війни 15-та повітряна армія була однією із трьох нумерованих армій Стратегічного авіаційного командування (SAC) Повітряних сил США, здійснюючи командування стратегічними бомбардувальниками та ракетами Повітряних сил США у глобальному масштабі. Підрозділи брали участь у бойових операціях під час Корейської війни, В'єтнамської війни та операції «Буря в пустелі».
ЇЇ було перейменовано на П'ятнадцяте експедиційне мобільне оперативне командування (15 EMTF) 1 жовтня 2003 року. 15 EMTF забезпечувало стратегічні повітряні перевезення для всіх агентств Міністерства оборони США, а також дозаправку у повітрі для Повітряних сил як у мирний, так і у воєнний час у Тихоокеанському регіоні. 15 EMTF було розформовано 20 березня 2012 року.

20 серпня 2020 року 15 повітряну армію було відновлено як нумерований авіакорпус Командування повітряних бойових дій, який перебрав на себе попередні функції звичайних льотних сил Дев'ятого і Дванадцятого авіакорпусів.

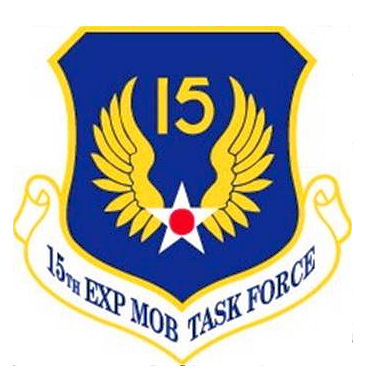
Сучасна емблема 15-го командування Експедиційних військово-транспортних сил ВПС США